# ヤン・マウリツィ・ハウケ

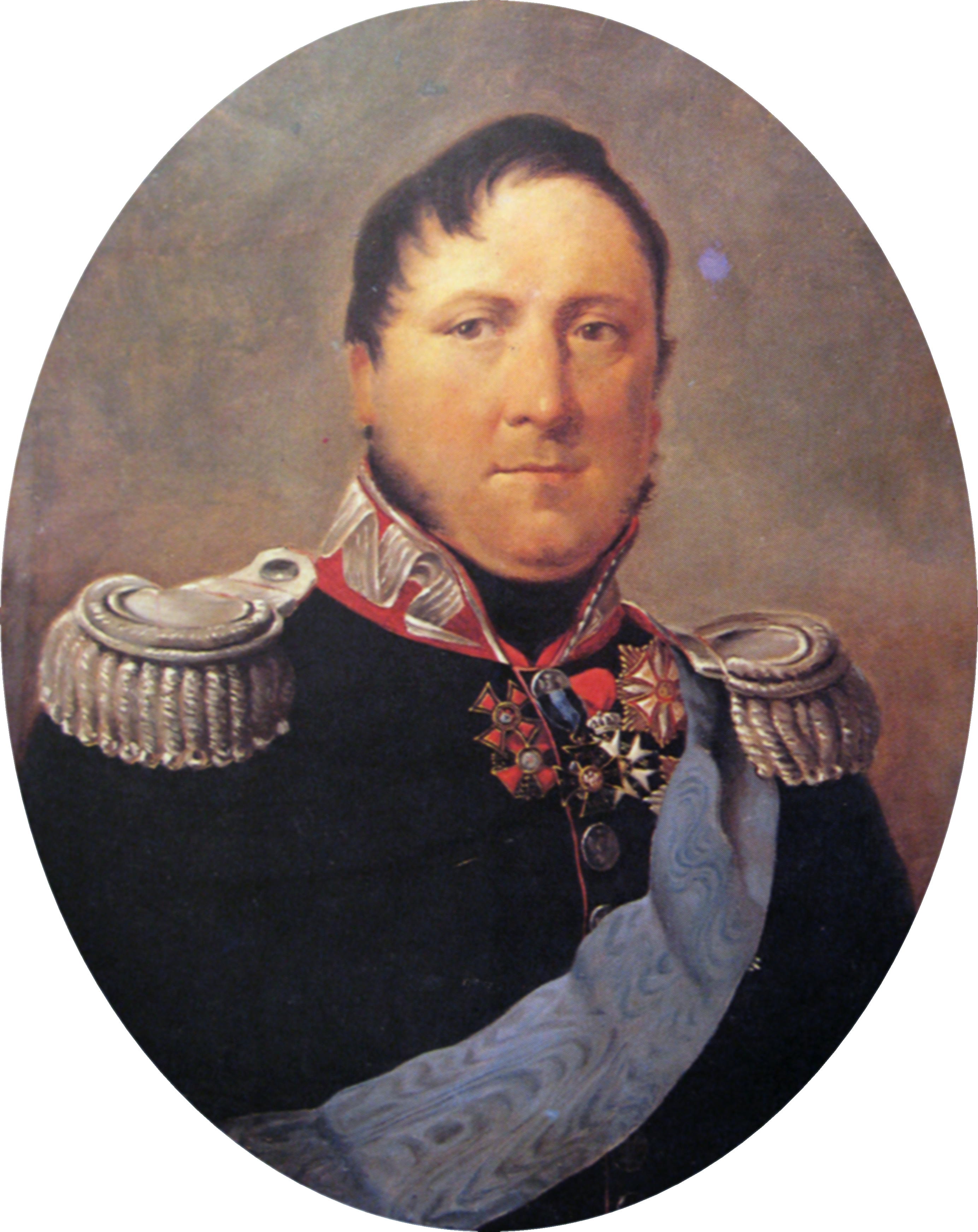
ヤン・マウリツィ・ハウケ

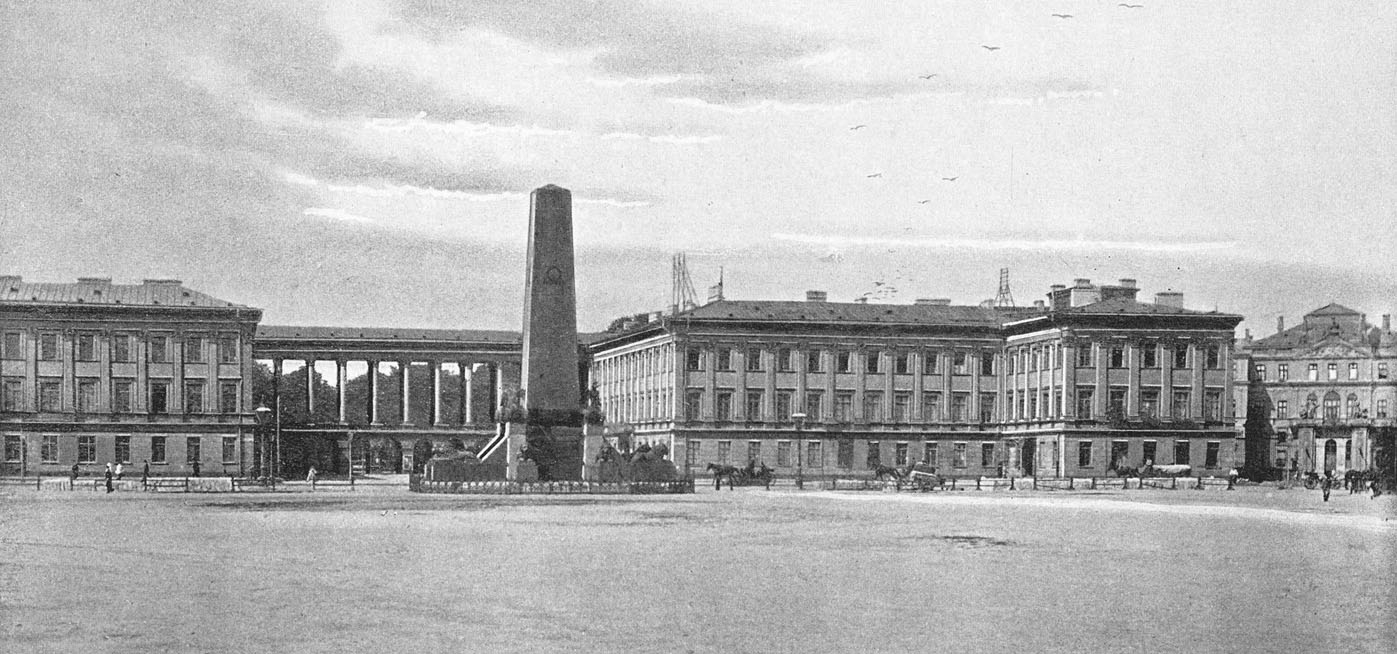
11月蜂起の後、サス宮殿の前に建設されたオベリスクは、1917年に撤去された

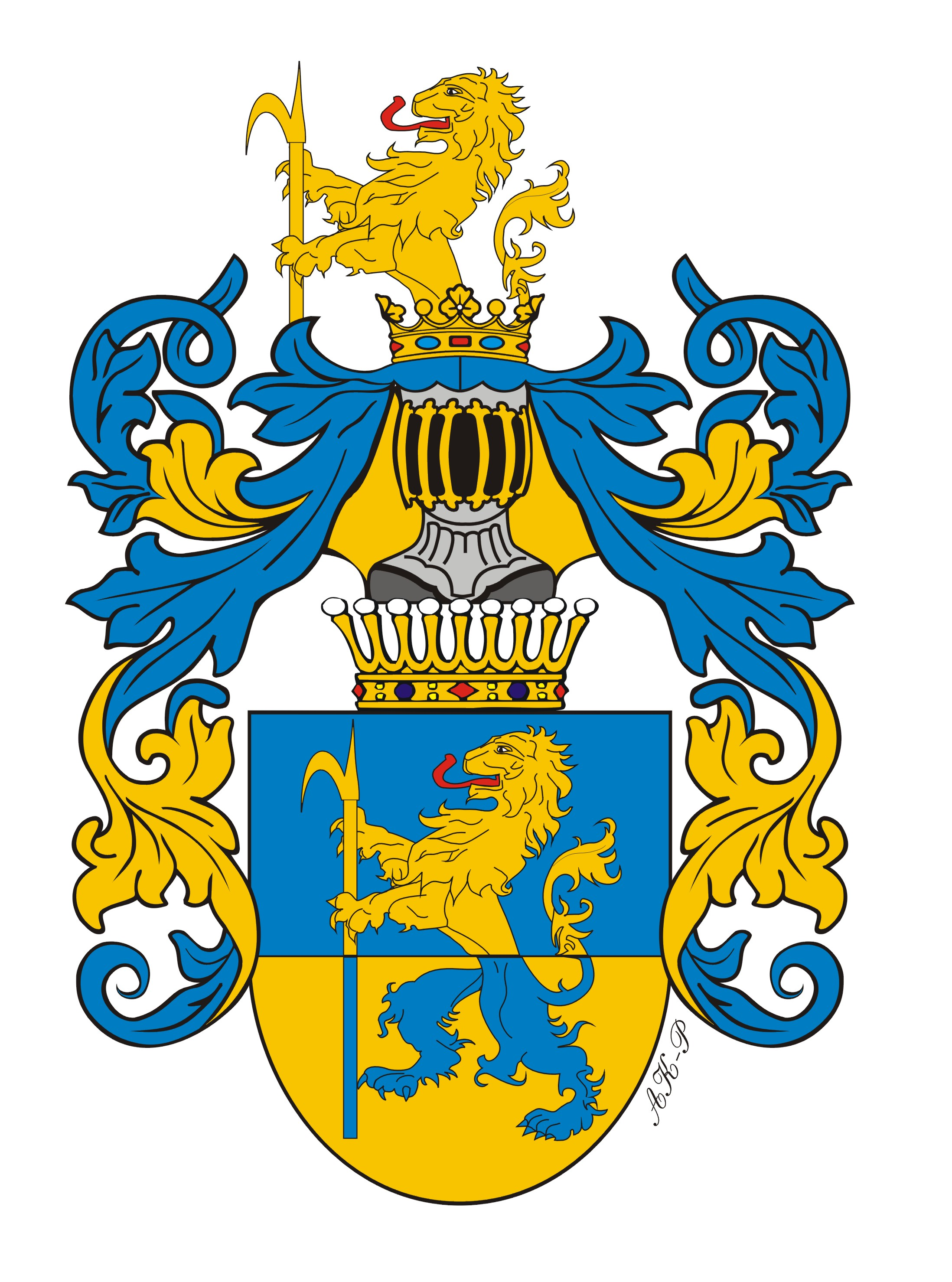
1829年に創設されたハウケ伯爵家の紋章

ヤン・マウリツィ・ハウケ（波:Jan Maurycy Hauke, 1775年10月26日 - 1830年11月29日）は、ポーランドの軍人、伯爵。ポーランド会議王国軍事副大臣を務めた。ドイツ語名ハンス・モーリッツ・ハウケ（Hans Moritz Hauke）。

## 生涯
ハウケの父親であるフリードリヒ・ハウケ（Friedrich Karl Emanuel Hauke）はマインツ出身のドイツ人で、ドレスデンで劇作家アロイス・フリードリヒ・フォン・ブリュール伯爵 (en) の秘書を務めた後、ポーランド・リトアニア共和国に移住した。フリードリヒはブリュール伯爵邸で、屋敷の侍女でレヒテンバッハ (en) の牧師の娘だったザロメア・シュヴェッペンホイザー（Salomea Schweppenhäuser, 1755年 - 1833年）と知り合い、結婚した。主人のブリュール伯爵は後にポーランドの官職を売り払ってザクセンに戻ったが、フリードリヒ・ハウケは子供たちをポーランド人として育てていたこともあり、ワルシャワに留まって私塾を経営した。その後、フリードリヒは1805年に設立された、ドイツ語で授業を行うプロイセン王立ワルシャワ中等学校 (en) で数学教師として教鞭をとった。フリードリヒとザロメア夫婦の間に生まれた6人の子供のうち、上の5人はザクセンで生まれたのち両親と一緒にポーランドに移住し、末息子ユゼフ（1790年 - 1837年）だけがワルシャワ生まれである。
この6人兄弟のうちの長男がヤン・マウリツィ・ハウケである。ハウケは職業軍人で、1790年にポーランド軍に入隊し、1794年にはコシチュシュコ蜂起に参加している。その後はナポレオン・ボナパルト麾下の軍隊やワルシャワ公国の軍隊に入隊してオーストリア、イタリア、ドイツ、スペインなどで戦い、1815年に成立したポーランド会議王国の軍人となった。そして1826年には2人の弟ユゼフ、ルドヴィク・アウグスト（Ludwik August Hauke）とともにポーランドの世襲貴族に列せられた。ハウケの姓にドイツ貴族の称号である「von」が付かないのは、このためである。ロシア皇帝ニコライ1世は1829年、ハウケをポーランド軍事副大臣に任じるとともに、伯爵位を与えた。末弟でロシア将軍のユゼフにも、後に伯爵位が与えられている。
1830年に11月蜂起が発生すると、ハウケはポーランド副王のコンスタンチン・パヴロヴィチ大公の救出に向かい、妻のゾフィー・ラフォンテーヌと3人の子供たちの眼前で、暴徒化したワルシャワ市民に殺された。ハウケは妻とともに官舎のサス宮殿 (en) を出て大公の住むベルヴェデル宮殿 (en) に馬車で行ったところ、反乱者の一群に出会い、彼らから「将軍、我らを導いて下さい!」と歓呼の声で迎えられた。そこでハウケは群衆に説教を始め、蜂起を「愚昧で児戯に等しい沙汰」と呼び、士官学校生たちを兵舎へ戻るようにと叱りつけた。反乱者たちはハウケに19発の弾丸を浴びせ、彼は倒れた。
未亡人のゾフィーは翌1831年に亡くなり、娘たちは皇帝ニコライ1世の後見を受けた。戦争に参加できる年齢になっていた上の3人の息子のうち、長男と次男は蜂起軍に参加した。三男のユゼフ（1814年 - 1831年）だけが父の遺志に従ってロシア帝国軍に所属し、1831年5月のオストロウェンカの戦い (en) で戦死した。
ハウケは妻や弟たちと一緒にワルシャワのカプチン会教会の納体堂に眠っている。妻のゾフィーは、ビベラッハ (en) 出身のドイツ人で1780年にポーランドに移住した軍医のフランツ・レオポルト・ラフォンテーヌ (en) の娘だった。
皇帝ニコライ1世は1841年、ハウケと他の5人のポーランド人将軍の「主君に対する揺るぎない忠誠」を顕彰すべく、ワルシャワのサス宮殿の前に巨大なオベリスクを建設させた。このオベリスクはワルシャワ市民にとってロシア人支配の象徴であり、憎悪の的だったため、1917年に撤去された。
ハウケには妻ゾフィー・ラフォンテーヌとの間に11人の子供がおり、そのうち8人（5男3女）が幼児期を生き延びた。長男のマウリツィ・ナポレオン（Maurycy Napoleon Hauke, 1808年 - 1852年）と次男のヴワディスワフ（1812年 - 1841年）はそれぞれ11月蜂起や1848年革命で反乱者として戦った後、アメリカ合衆国に亡命した。三男のユゼフ（1814年 - 1831年）は11月蜂起でロシア側で戦って死んだが、四男のヴィンツェンティ（1817年 - 1863年）や五男のコンスタンティ（1819年 - 1840年）もロシア軍の士官だった。娘のうち、長女のゾフィア（1816年 - 1863年）は従兄のアレクサンデル・ヤン・ハウケ伯爵（Aleksander Jan Hauke）と結婚し、次女のエミリア（1821年 - 1890年）もバルト・ドイツ人貴族のカール・シュタッケルベルク男爵と結婚した。
ハウケの末娘・三女で、父親の死に立ち会った1人であるユリア（1825年 - 1895年）は、1851年にドイツのヘッセン＝ダルムシュタット大公子アレクサンダーと結婚した。ユリアは義兄のヘッセン大公ルートヴィヒ3世により1851年に「バッテンベルク伯爵夫人（Gräfin von Battenberg）」とされ、1858年には「バッテンベルク侯女（Prinzessin von Battenberg）」の称号および「諸侯家の殿下」（Durchlaucht）の敬称を与えられた。彼女はバッテンベルク家（マウントバッテン家）の始祖となった。